# Traktor

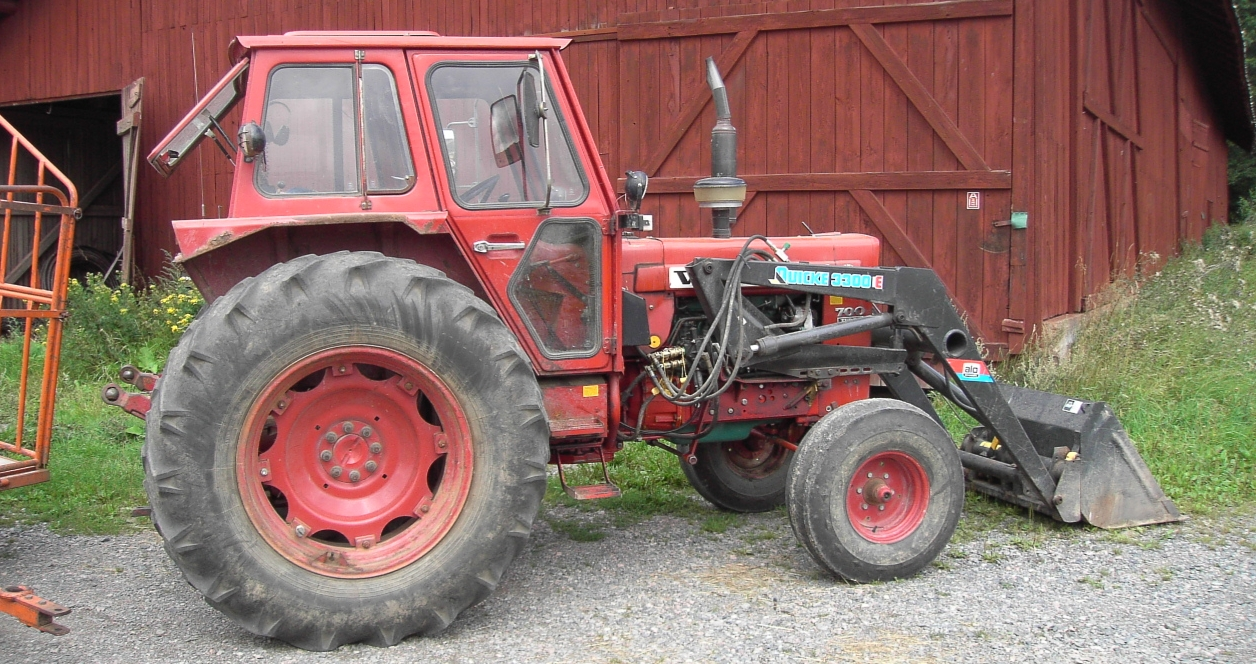
En Volvo BM 700 med lastare.

Traktor (av latinets trahere, "dra") är en typ av fordon som främst används för att dra släpfordon och för att bogsera, bära och ge kraft åt olika typer av jordbruksredskap.

## Bandtraktor
Bandtraktor kallas en traktor som har larvfötter istället för hjul. Innan gummihjul blev vanliga, var de ett alternativ till tunga gjutjärnshjul inom jordbruket, eftersom de spred traktorns tyngd över en större yta, men efter 1950 har hjultraktorer så gott som helt konkurrerat ut bandtraktorerna. Det väsentligt lägre marktrycket från larvfötter jämfört med hjul har gjort att de största jordbrukstraktorerna återigen finns i variant med band istället för hjul, till exempel Case IH quadtrac och John Deeres 8T-serie. Dessa moderna varianter har dock band gjorda av gummi istället för metall som tidiga bandtraktorer. Ordet bandtraktor förekommer i svensk media från 1947.

## Historik

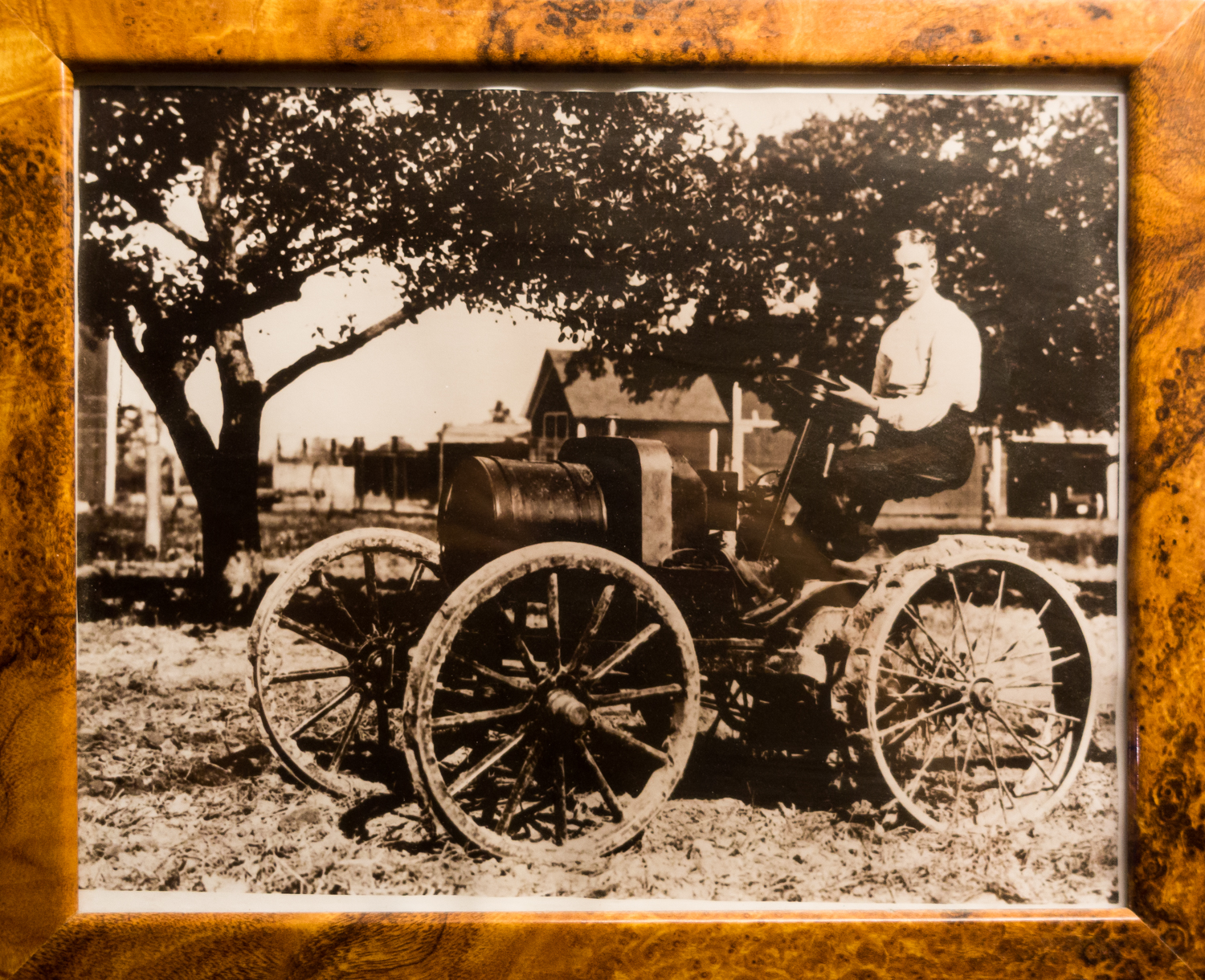
Henry Ford sitter på sin koncepttraktor, Fordson-traktorn från 1908.

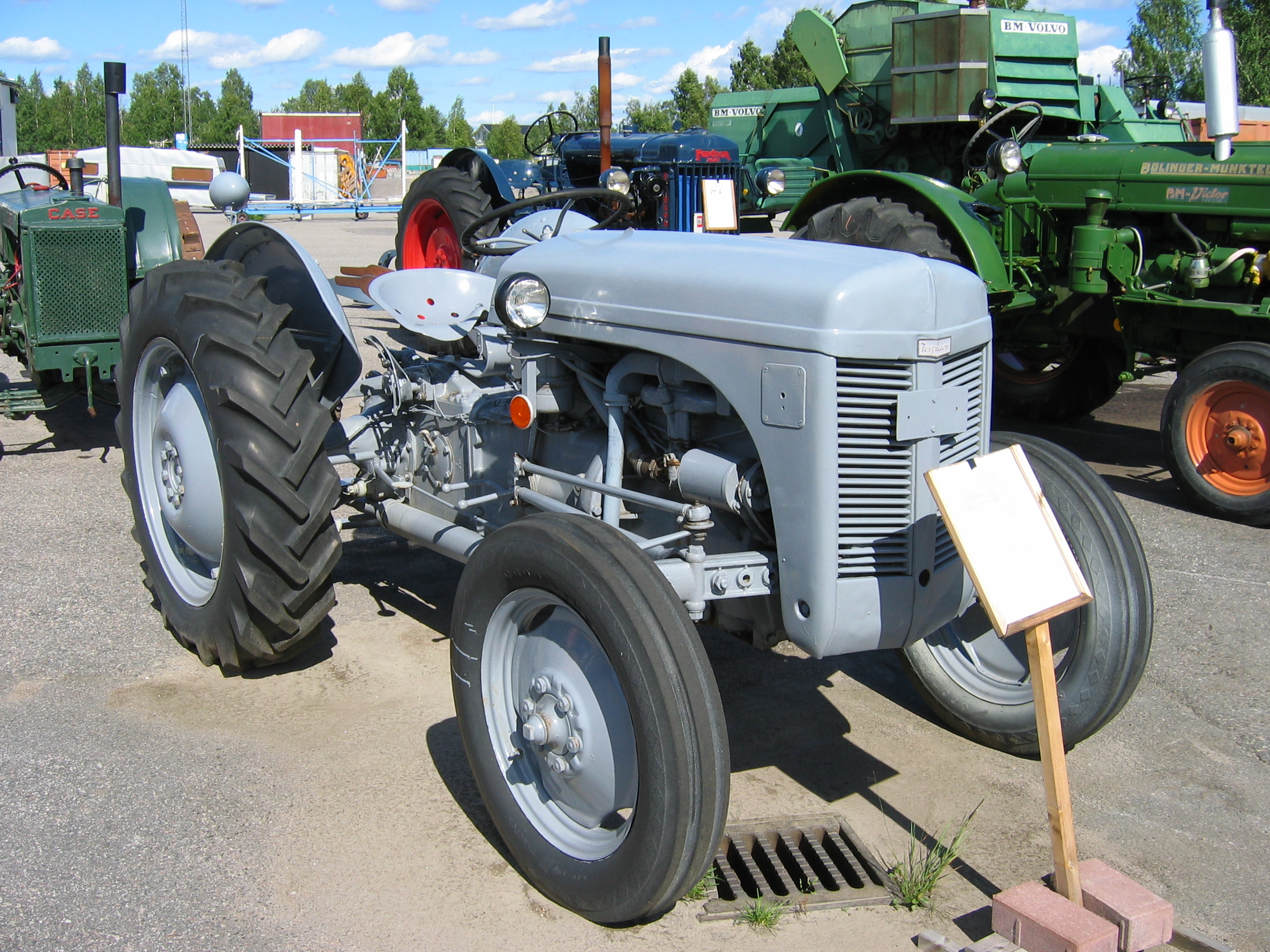
Ferguson TE20, "Grålle".

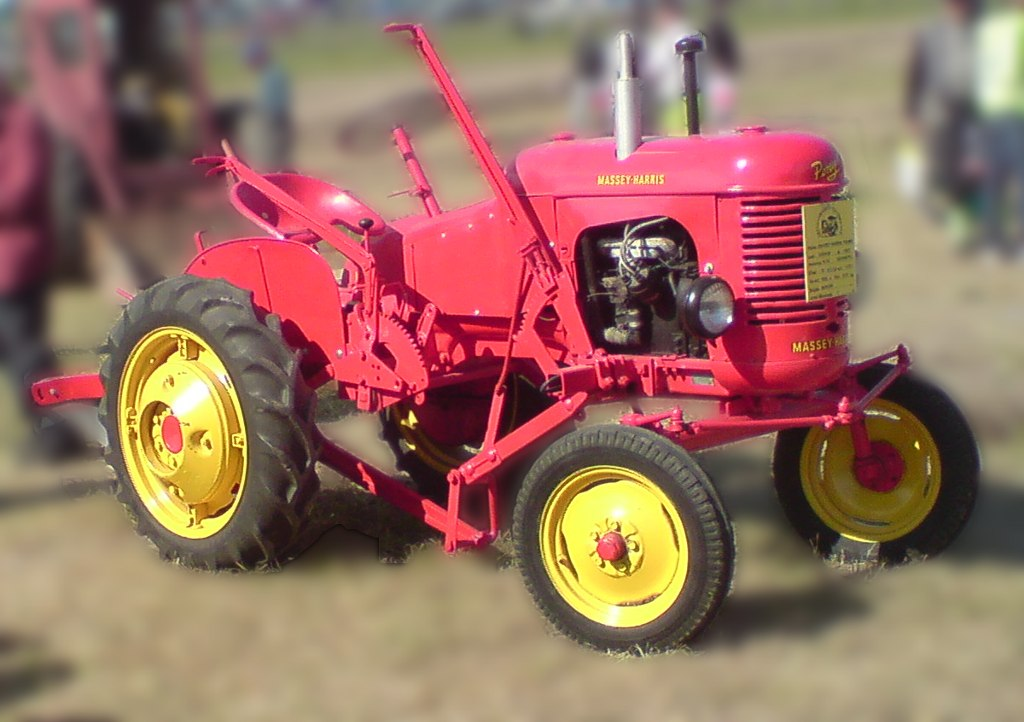
Massey-Harris, årsmodell 1948.

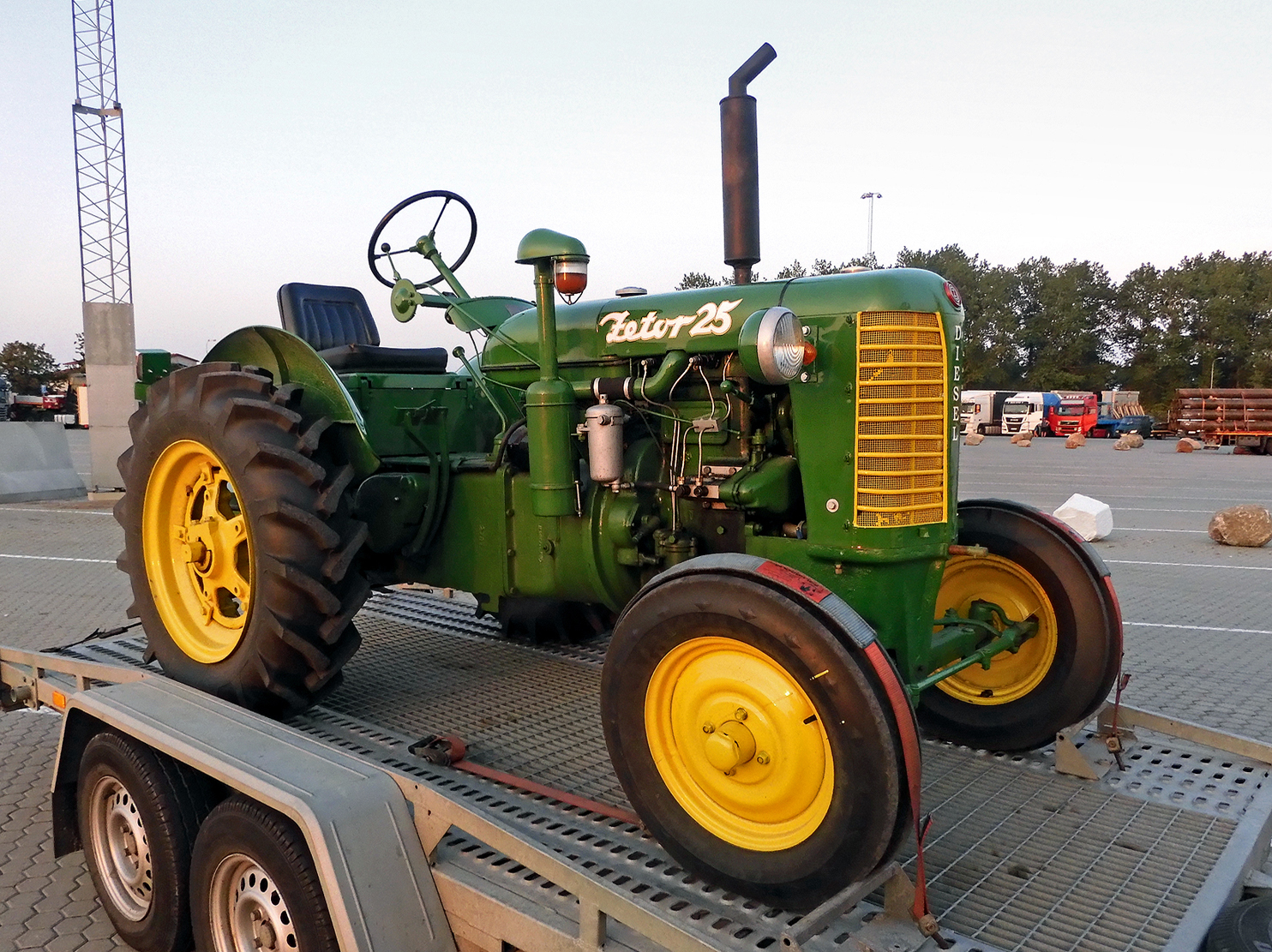
Zetor 25, företagets första modell från 1946.

Under andra hälften av 1800-talet experimenterades med jordbruksredskap, som var direktdrivna med ångmaskin. Självgående traktorer var under första hälften av 1900-talet rätt ovanliga i Sverige, eftersom många småbönder använde häst. Traktorer infördes först på större lantegendomar, och i takt med att småjordbruk slogs samman till större enheter. Den avgörande drivkraften var att konkurrensen från de stigande industrilönerna höjde kostnaden på arbetskraft i jordbruket. Investeringen i en traktor kunde räknas hem, när man jämförde hur mycket en person kunde uträtta per dag. 
Världens första bensindrivna, lätta traktor i serieproduktion var The Ivel Agricultural Tractor som tillverkades i Bedfordshire 1902–1921. En sådan införskaffades till Alnarps lantbruksinstitut redan 1905, och uppvisades samma år i den första traktorplöjningen i Sverige. I juni samma år ställdes en Ivel motor med plog ut vid lantbruksmötet i Ystad genom A. Paulsson & Co (Eslöv) och såldes för 6 750 kr. Två år senare, 1907 salufördes den via katalog i Sverige, men det är oklart om den kom att säljas i någon större omfattning. En av de första traktorerna i Sverige torde ha varit den ångtraktor som Gottfrid Christenson på Gårdstånga Nygård utanför Lund anskaffade 1908. År 1913 började J.V. Svensons Automobilfabrik i Nacka som första traktortillverkare i Sverige att producera sin traktor med Avancemotor. Våren 1914 premiärvisades Munktells Mekaniska Verkstads traktor. De följdes av andra tillverkare som Malcus i Halmstad, June från Bankeryd och TB-traktorn från Tidaholms bruk. År 1918 fanns det cirka 400 traktorer i Sverige och i slutet 1930-talet hade antalet ökat till cirka 10 000 st.
Då tillgången på nya traktorer från början var liten och priset högt, tillverkade många bönder även så kallade EPA-traktorer som ett billigare alternativ till en riktig traktor. Men intresset för dem minskade snabbt efter andra världskriget.
I Sverige tog försäljningen av traktorer fart först efter andra världskriget. År 1952 infördes registreringsplikt för traktorer, och samma år passerade antalet traktorer antalet hästar inom det svenska jordbruket. En vanlig första traktor på många svenska gårdar var den gråmålade Ferguson TE20 med 31 hästkrafter, som tillverkades i England 1946–1956.
Fram till början av 1960-talet var det vanligt att fotogen eller bensin användes som drivmedel för traktorer. Fotogen användes på grund av att det på den tiden hade lågt pris. Nackdelen med att använda fotogen är att det är svårare med kallstart och att det vid dålig förbränning finns risk för att fotogenen späder ut motoroljan. Vid start användes bensin, och först när motorn var varm slogs bränslekranen om till fotogenläget. Under andra världskriget användes ibland gengas som drivmedel på grund av dålig tillgång till andra drivmedel. Av traktorer sålda i Sverige, ökade andelen med dieselmotor från 17 procent 1951 till 42 procent 1955.
När det gäller hjulen, så var gummi förr en bristvara och det var svårt att tillverka gummidäck med bra mönster. Därför utrustades till en början traktorerna med järnhjul med grova järnskovlar för att få bra grepp. Detta gjorde traktorerna skakiga och det kunde förstöra vägarna, varför traktorernas maximala fart begränsades till några få km/h och ändå orsakades svåra vägskador.

## Förarsäkerhet
Till en början hade traktorerna sällan eller aldrig störtbåge varför olyckor där traktorn slog runt ofta slutade som dödsolyckor eller med svårt skadad förare eller passagerare, det sistnämnda då flera traktorfabrikat hade breda soffsäten som medgav att flera personer kunde sitta jämsides. Detta medförde att 1952 startade Jordbrukets skyddspropaganda (JSP) en kampanj för säkrare traktorer och 1955 konstruerade Nyströms Karrosseri AB en störtbåge med tak och vindruta och införde hållbarhetstest, troligen först i världen med detta. 1959 infördes i svensk lag att nytillverkade traktorer skulle ha skyddsbåge och från 1965 måste alla traktorer oavsett tillverkningsår ha det, om traktorn användes av anställda. Den tjeckoslovakiska traktorn Zetor Crystal introducerades 1968 som världens första traktor från en stor tillverkare med vältsäker hytt, som därtill var ljuddämpad, uppvärmd samt skak- och vibrationsdämpad. Året därpå infördes i Sverige krav på störtsäker förarhytt, men det dröjde till 1985 innan krav på värme i hytten infördes.
Åren före 1960 omkom i Sverige årligen cirka 25 personer vid vältolyckor och därtill kom många fler mer eller mindre allvarligt skadade för att sedan under 30 åren fram till 1990-talet sjunka till 0,2 omkomna årligen.

## Uppbyggnad
Till skillnad från personbilar som har självbärande karosser, och lastbilar som är byggda på en ramkonstruktion, är de flesta moderna traktorers motorblock, transmission och bakaxel ihopbyggda till en enhet. Det är denna som bär upp hela fordonet. Undantaget är John Deere som har en ram likt lastbilens.
Drivkällan är monterad i traktorns framände och utgörs i regel av en rak tre-, fyr- eller sexcylindrig eller V8 dieselmotor med stor slagvolym och högt vridmoment redan från låga motorvarvtal. Traktormotorers maximala varvtal ligger i regel på bara drygt 2000 varv per minut.
Hytten är vanligen placerad i traktorns bakände, vilket ger god överblick över redskap som bogseras eller bärs efter fordonet. Vissa traktorer, till exempel JCB Fasttrac, har dock hytten i mitten vilket ger mindre rörelser av föraren vid körning på ojämnt underlag. Till skillnad från fordon som främst är avsedda för vägtrafik är förarsätet centrerat och inte förskjutet åt vänster (normalt vid högertrafik). Hytten kännetecknas i övrigt av stora glasytor åt alla håll. För att ytterligare förbättra förarens sikt har i regel moderna traktorers avgasrör dragits tillbaka från motorhuven och går istället upp längs med hyttens ena framstolpe. Moderna traktorer har i regel alla reglage bekvämt samlade till höger (i fordonets färdriktning) om förarsätet, medan det till vänster finns ett enkelt uppfällbart säte för passagerare. Till skillnad från många andra typer av fordon har traktorer ofta ett handgasreglage som kan användas som alternativ till den vanliga gaspedalen.
Dagens dyrare traktorer har oftast fjädrande framaxel, vilket inte bara ökar komforten betydligt utan också ökar dragförmågan. Försök att utveckla teknik för att också avfjädra bakaxeln har pågått under ett antal år, med begränsad framgång. Förarstolarna är ofta luftfjädrade och många traktormodeller kan beställas med en hytt som även i sig är avfjädrad. Vissa traktorer har svängbar förarstol för att underlätta användning av utrustning som monterats baktill på traktorn. Luftkonditionering är idag standard på de större traktormodellerna (6-cylindriga). Sammantaget är en modern traktor bekväm att sitta i, tyst, lättkörd och dammfri.
Jordbrukstraktorers bakdäck har vanligen en större diameter än däcken på framaxeln. Detta har delvis historiska orsaker (tidigare var traktorer uteslutande bakhjulsdrivna och saknade möjlighet till fyrhjulsdrift), men ger än idag traktorer en mindre svängradie än om alla däcken varit lika stora. En fördel med den stora diametern är att det fördelar vikten på en större yta så det minskar ytpackningen på jorden så grödan kan växa lättare. Därför är det bättre med alla hjulen lika stora så vikten fördelas bättre, men det fungerar bara om det är stora platta fält, som på de amerikanska slätterna. Tvåaxlade maskiner med ramstyrning, som till exempel hjullastare, har vanligen jämnstora däck på båda axlarna.
De flesta jordbrukstraktorer har idag framhjulsstyrning, och ramstyrning används främst i mycket motorstarka och tunga stordragare som är ovanliga i Sverige. Dessa traktorer har i regel jämnstora däck och saknar ofta trepunktslänkage och andra funktioner som traditionellt förknippas med jordbrukstraktorer. Valtra har dock utvecklat några konventionella traktormodeller med midjestyrning för att underlätta användning av fordonen i skogs- och frontlastarapplikationer.

## Användning

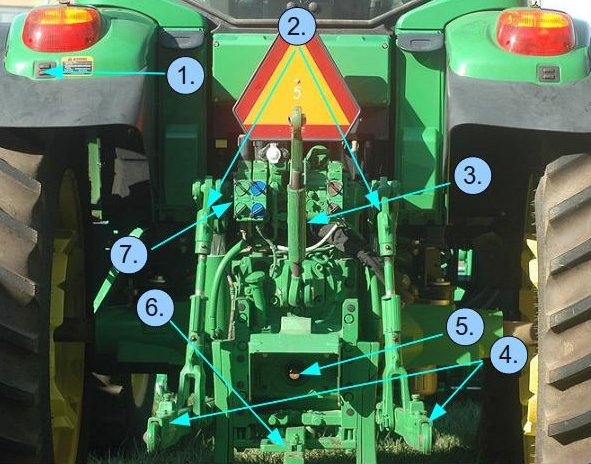
Bakänden på en traktor.
1. Yttre reglering av lyftarmar
2,3,4. Trepunktslänkage
5. Kraftuttagstapp (PTO)
6. Dragbom
7. Dubbelverkande uttag för yttre hydraulik

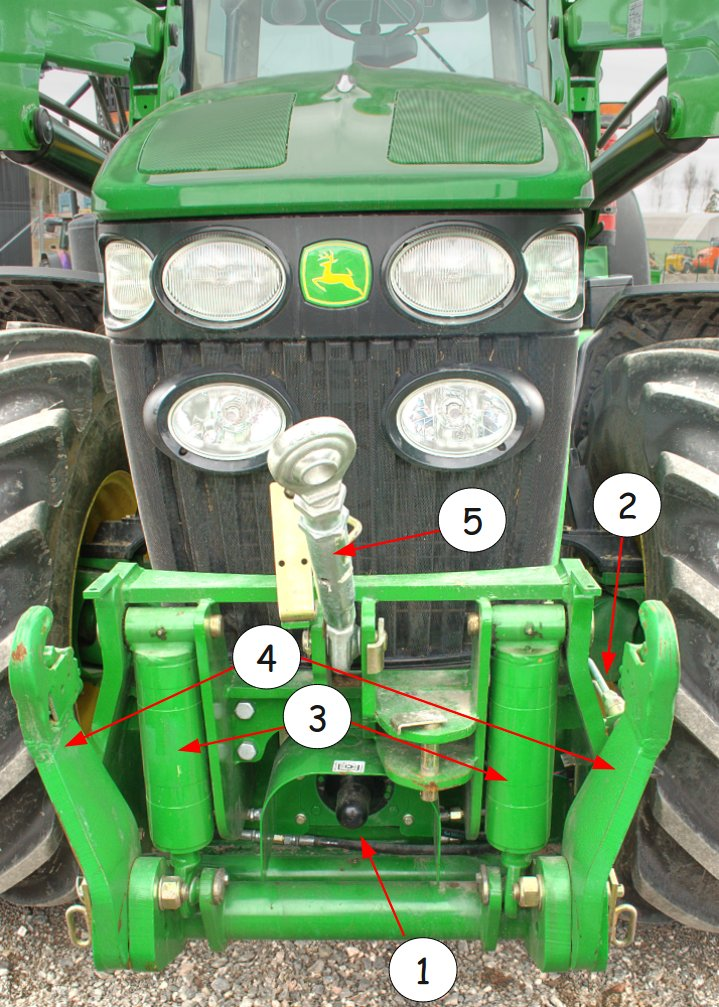
Frontlyft.
1. Kraftuttagstapp (med skyddskåpa)
2. Uttag för yttre hydraulik (delvis skymd)
3. Lyftcylindrar
4. Lyftarmar
5. Toppstång/tryckstång

En jordbrukstraktor kan användas för att dra och driva många olika, vitt skilda typer av redskap. Det sker främst med hjälp av följande utrustning som vid fordonets bakända, se bilden till höger:
- Draganordning (hitchkrok och jordbruksdrag) (6)
- Trepunktslänkage (2,3,4)
- PTO:n (kraftöverföringtapp) (5)
- Standardiserade anslutningar för extern hydraulik (7)
- Regleruttag för manövrering av lyftarmarna (1) och kraftuttag (ej på bild).

Frontlyft blir en allt vanligare utrustning på åtminstone större traktorer. En fördel med frontlyft är främst att den möjliggör bearbetning innan traktorn kör över det som ska bearbetas. Vanliga användningsområden idag är plöjning, slåtter och betesputsning. Snöröjning med snöfräs eller snöblad är exempel på andra områden (frontlyften är stabilare än en frontlastare, och frontlastarens högre lyfthöjd behövs ej här). 
Många typer av jordbruksredskap tillverkas både i bogserade och burna versioner. Lättare modeller av redskapet bärs i trepunktslänkagets dragarmar, medan modeller med större arbetskapacitet bogseras efter traktorn. Några exempel på redskap som kan förekomma burna är slåttermaskiner, växtskyddssprutor och harvar. Bogserade redskap (som till exempel hackvagnar och rundbalspressar) och vagnar ansluts till traktorns draganordning. Så kallade delburna redskap ansluts till trepunkten men bogseras snarare än bärs efter traktorn. Det är vanligt att mindre plogar är helt burna, medan större modeller, med fler än fem skär, ofta är delburna eftersom dessa blir alltför tunga att lyfta för traktorn.
Den externa hydrauliken kan användas för en mängd olika applikationer; från att manövrera vagnars tippcylindrar till att driva hydraulmotorer i potatis- och betupptagare.
I samband med Sveriges inträde i EU 1995 höjdes maxhastigheten i Sverige för traktorer från 30 till 40 km/h.
Traktorer är ofta utrustade med styrbroms. Vanligen finns två mindre bromspedaler som kan användas för att bromsa respektive bakhjul för att ge snävare svängar. Vid landsvägskörning kan i regel pedalerna kopplas ihop för att inbromsningar inte av misstag ska kunna ge upphov till oönskade krängningar.
För att öka fyrhjulsdrivna traktorers dragförmåga eller för att balansera tunga burna redskap kan framaxeln ofta belastas med särskilda frontvikter.
Den moderna designen med en kortare motor har gjort det möjligt att runda av nosen vilket ger föraren bättre framåtsikt (särskilt värdefullt vid arbete med frontmonterade redskap och om traktorn utrustas med frontlastare).

## Transmission
För att ge möjlighet till fältarbete i olika hastigheter med samma motorvarvtal har traktorer i regel många växlar. På äldre traktorer används flera olika växelspakar och en traditionell koppling. 
Ända sedan 1960-talet har det funnits transmissioner med snabbväxlar som för varje mekanisk växel ger ett antal utväxlingssteg som kan utnyttjas utan att kopplingen behöver användas. Moderna traktorer har i en del fall helt sekventiella hydrostatiska växellådor av typ Power Shift som ger möjlighet till växling (även under belastning) till valfri växel utan föregående urkoppling. Dagens traktorer (de allra minsta undantagna) har ett kopplingsfritt fram/back-reglage som på lastmaskinsvis är monterat till vänster om ratten.
Större traktormodeller, med motoreffekter över 100 hk, kan idag bestyckas med steglösa mekaniska transmissioner. På sådana är växelspaken ersatt med en spak för inställning av farten. Traktorns styrsystem reglerar växlingen och varvtalet. Med denna typ av transmission blir traktorn betydligt mer lättkörd, smidigare och effektutnyttjningen blir maximal, eftersom maximal effekt kan tas ut vid varje hastighet. På traktorer med steglös transmission har bromspedalen även en kopplingsfunktion och det gör att kopplingen inte längre har någon egentlig uppgift att fylla. Tillverkarna har dock inte helt övergett kopplingspedalen, bland annat av säkerhetsskäl finns den fortfarande ofta kvar till vänster om föraren. 
Fyrhjulsdrift och differentialbromsar är idag standardutrustning på i princip alla nya jordbrukstraktorer. I regel manövreras dessa numera elektriskt. Ofta finns automatik som till exempel kopplar ur fyrhjulsdriften i höga hastigheter (minskar däckslitage vid transport) och kopplar in den vid inbromsningar (alla däck istället för bara 2 bromsar mot marken, mindre risk för låsning).

## Frontlastare

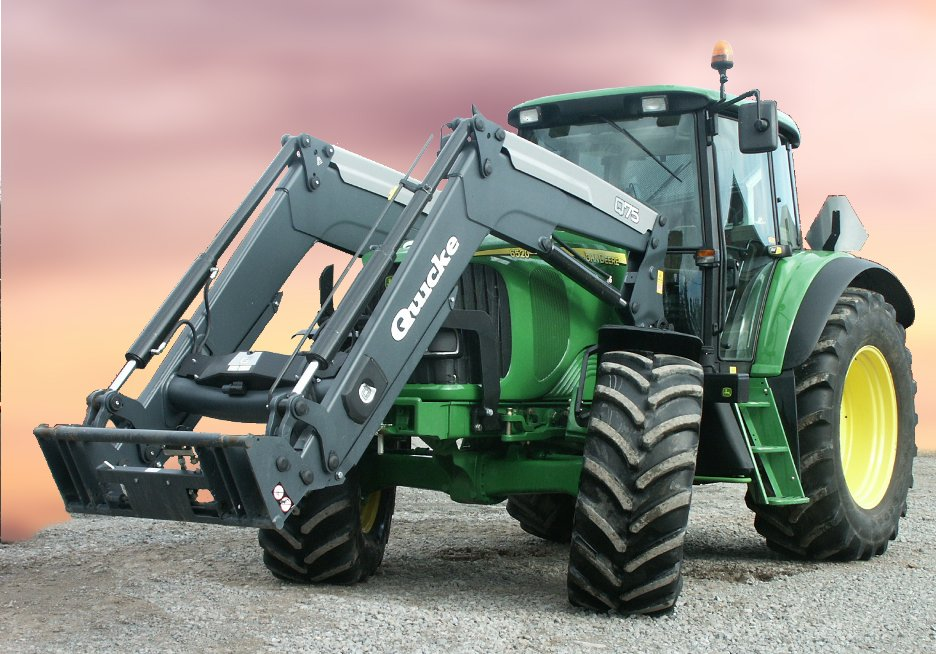
John Deere 6520 med Ålö lastare, årsmodell 2006.

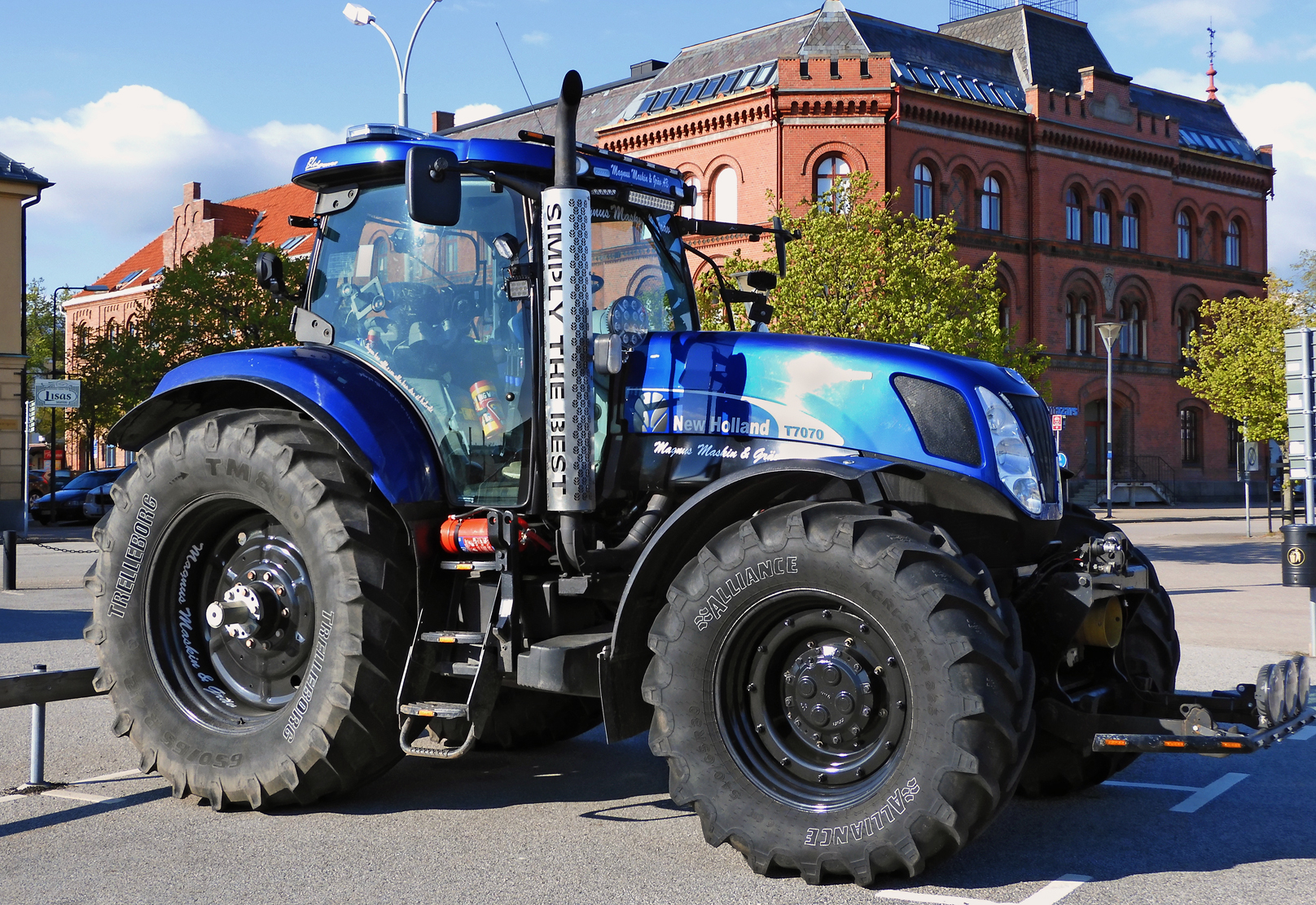
New Holland T7070 från 2009.

Frontlastaren kom först i bruk för jordbrukstraktorer i slutet av 1940-talet och gjorde det möjligt att använda traktorn som en enkel lastmaskin. Jämfört med en sådan var en frontlastarutrustad jordbrukstraktor tämligen klumpig, hade liten lyftkapacitet och var väldigt långsam. Den fyllde dock ett stort behov och blev snabbt populär. 
Utvecklingen har sedan dess lett till dagens stabila och funktionella frontlastare med finesser som parallellföring, lastdämpning, hydrauliskt redskapslås och hydrauluttag för kopplade redskap. Moderna traktorer kan dessutom fås med hydraulpumpar med hög kapacitet vilket medför att effektiviteten vid lastararbeten idag är tämligen god.
Vid arbeten där underlaget är mjukt kan en frontlastarutrustad jordbrukstraktor med fördel ersätta lastmaskinen på grund av sitt betydligt lägre marktryck. Fortfarande kan den dock i allmänhet inte konkurrera när det gäller produktivitet med en specialbyggd lastmaskin, vilket främst beror på avsaknad av midjestyrning och lägre lyftkapacitet. Svenska Ålö Maskin är världens största tillverkare av frontlastare.

## Baklastare
En baklastare är en traktor som byggts "omvänt" jämfört med en vanlig traktor med frontlastare. Hytten sitter framtill, oftast med ingång från fronten. Styrningen sköts med bakhjulen, som är mindre än de drivande framhjulen. Fördelen med en baklastare är att det är lättare att manövrera skopan eller gafflarna när man styr bakpartiet i sidled i stället för fronten. Nackdelen förutom ett krångligt insteg är att man inte kan koppla på några redskap baktill, utan bara använda som lastmaskin.  

## Tillverkare

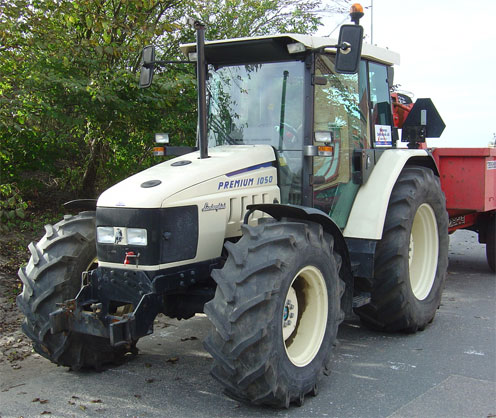
Lamborghini.

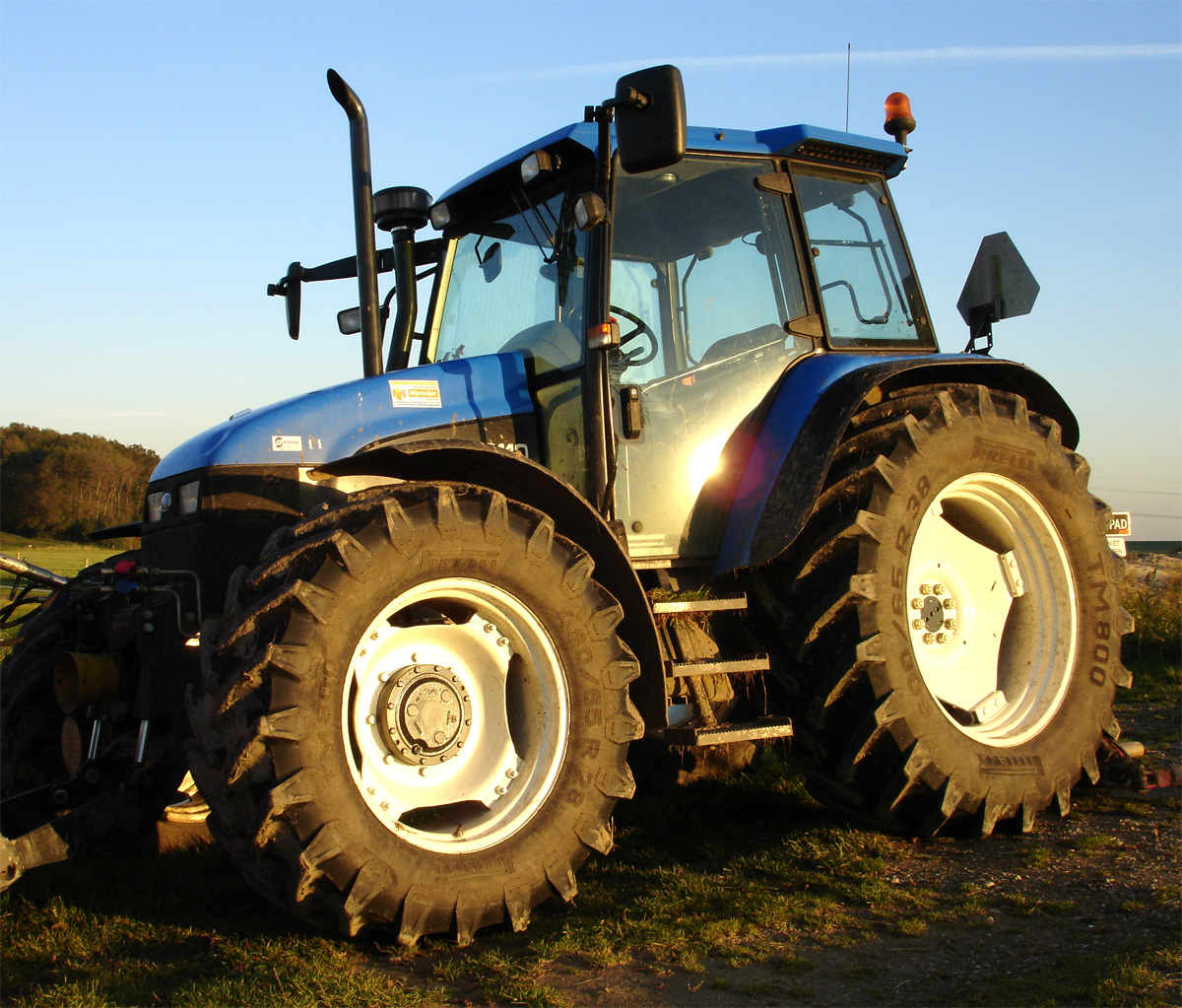
New Holland.

Sverige har en lång tradition som traktortillverkare, främst genom traktorstaden Eskilstuna och AB Bolinder-Munktell. All stor inhemsk traktortillverkning upphörde dock då Volvo under 1980-talet avyttrade produktionen till finska Valmet (numera Valtra).
Aktiva tillverkare av jordbrukstraktorer:
- AGCO (Valtra, Massey Ferguson, Fendt, Challenger)
- Argo (Landini, McCormick)
- Belarus (traktorer)
- Carraro
- Claas
- Chelyabinsk Tractor Plant
- Uralvagonzavod
- CNH (Case IH, New Holland)
- Holder
- J. C. Bamford (JCB Fasttrac)
- Deere & Company (John Deere)
- Kirovets
- Kubota
- Mahindra & Mahindra
- MTZ Belarus
- Reform-Werke (Mounty)
- SDF (Deutz-Fahr, Hürlimann, Lamborghini, SAME)
- Zetor
- New Holland Agriculture